# 1266
Portal Geschichte | Portal Biografien | Aktuelle Ereignisse | Jahreskalender | Tagesartikel

◄ |
12. Jahrhundert |
13. Jahrhundert
| 14. Jahrhundert | ►

◄ |
1230er |
1240er |
1250er |
1260er
| 1270er | 1280er | 1290er | ►

◄◄ |
◄ |
1262 |
1263 |
1264 |
1265 |
1266
| 1267 | 1268 | 1269 | 1270 | ► | ►►
Staatsoberhäupter  · Nekrolog
| Januar | Januar | Januar | Januar | Januar | Januar | Januar | Januar |
| Kw     | Mo     | Di     | Mi     | Do     | Fr     | Sa     | So     |
| ------ | ------ | ------ | ------ | ------ | ------ | ------ | ------ |
| 53     |        |        |        |        | 1      | 2      | 3      |
| 1      | 4      | 5      | 6      | 7      | 8      | 9      | 10     |
| 2      | 11     | 12     | 13     | 14     | 15     | 16     | 17     |
| 3      | 18     | 19     | 20     | 21     | 22     | 23     | 24     |
| 4      | 25     | 26     | 27     | 28     | 29     | 30     | 31     |

| Februar | Februar | Februar | Februar | Februar | Februar | Februar | Februar |
| Kw      | Mo      | Di      | Mi      | Do      | Fr      | Sa      | So      |
| ------- | ------- | ------- | ------- | ------- | ------- | ------- | ------- |
| 5       | 1       | 2       | 3       | 4       | 5       | 6       | 7       |
| 6       | 8       | 9       | 10      | 11      | 12      | 13      | 14      |
| 7       | 15      | 16      | 17      | 18      | 19      | 20      | 21      |
| 8       | 22      | 23      | 24      | 25      | 26      | 27      | 28      |

| März | März | März | März | März | März | März | März |
| Kw   | Mo   | Di   | Mi   | Do   | Fr   | Sa   | So   |
| ---- | ---- | ---- | ---- | ---- | ---- | ---- | ---- |
| 9    | 1    | 2    | 3    | 4    | 5    | 6    | 7    |
| 10   | 8    | 9    | 10   | 11   | 12   | 13   | 14   |
| 11   | 15   | 16   | 17   | 18   | 19   | 20   | 21   |
| 12   | 22   | 23   | 24   | 25   | 26   | 27   | 28   |
| 13   | 29   | 30   | 31   |      |      |      |      |

| April | April | April | April | April | April | April | April |
| Kw    | Mo    | Di    | Mi    | Do    | Fr    | Sa    | So    |
| ----- | ----- | ----- | ----- | ----- | ----- | ----- | ----- |
| 13    |       |       |       | 1     | 2     | 3     | 4     |
| 14    | 5     | 6     | 7     | 8     | 9     | 10    | 11    |
| 15    | 12    | 13    | 14    | 15    | 16    | 17    | 18    |
| 16    | 19    | 20    | 21    | 22    | 23    | 24    | 25    |
| 17    | 26    | 27    | 28    | 29    | 30    |       |       |

| Mai | Mai | Mai | Mai | Mai | Mai | Mai | Mai |
| Kw  | Mo  | Di  | Mi  | Do  | Fr  | Sa  | So  |
| --- | --- | --- | --- | --- | --- | --- | --- |
| 17  |     |     |     |     |     | 1   | 2   |
| 18  | 3   | 4   | 5   | 6   | 7   | 8   | 9   |
| 19  | 10  | 11  | 12  | 13  | 14  | 15  | 16  |
| 20  | 17  | 18  | 19  | 20  | 21  | 22  | 23  |
| 21  | 24  | 25  | 26  | 27  | 28  | 29  | 30  |
| 22  | 31  |     |     |     |     |     |     |

| Juni | Juni | Juni | Juni | Juni | Juni | Juni | Juni |
| Kw   | Mo   | Di   | Mi   | Do   | Fr   | Sa   | So   |
| ---- | ---- | ---- | ---- | ---- | ---- | ---- | ---- |
| 22   |      | 1    | 2    | 3    | 4    | 5    | 6    |
| 23   | 7    | 8    | 9    | 10   | 11   | 12   | 13   |
| 24   | 14   | 15   | 16   | 17   | 18   | 19   | 20   |
| 25   | 21   | 22   | 23   | 24   | 25   | 26   | 27   |
| 26   | 28   | 29   | 30   |      |      |      |      |

| Juli | Juli | Juli | Juli | Juli | Juli | Juli | Juli |
| Kw   | Mo   | Di   | Mi   | Do   | Fr   | Sa   | So   |
| ---- | ---- | ---- | ---- | ---- | ---- | ---- | ---- |
| 26   |      |      |      | 1    | 2    | 3    | 4    |
| 27   | 5    | 6    | 7    | 8    | 9    | 10   | 11   |
| 28   | 12   | 13   | 14   | 15   | 16   | 17   | 18   |
| 29   | 19   | 20   | 21   | 22   | 23   | 24   | 25   |
| 30   | 26   | 27   | 28   | 29   | 30   | 31   |      |

| August | August | August | August | August | August | August | August |
| Kw     | Mo     | Di     | Mi     | Do     | Fr     | Sa     | So     |
| ------ | ------ | ------ | ------ | ------ | ------ | ------ | ------ |
| 30     |        |        |        |        |        |        | 1      |
| 31     | 2      | 3      | 4      | 5      | 6      | 7      | 8      |
| 32     | 9      | 10     | 11     | 12     | 13     | 14     | 15     |
| 33     | 16     | 17     | 18     | 19     | 20     | 21     | 22     |
| 34     | 23     | 24     | 25     | 26     | 27     | 28     | 29     |
| 35     | 30     | 31     |        |        |        |        |        |

| September | September | September | September | September | September | September | September |
| Kw        | Mo        | Di        | Mi        | Do        | Fr        | Sa        | So        |
| --------- | --------- | --------- | --------- | --------- | --------- | --------- | --------- |
| 35        |           |           | 1         | 2         | 3         | 4         | 5         |
| 36        | 6         | 7         | 8         | 9         | 10        | 11        | 12        |
| 37        | 13        | 14        | 15        | 16        | 17        | 18        | 19        |
| 38        | 20        | 21        | 22        | 23        | 24        | 25        | 26        |
| 39        | 27        | 28        | 29        | 30        |           |           |           |

| Oktober | Oktober | Oktober | Oktober | Oktober | Oktober | Oktober | Oktober |
| Kw      | Mo      | Di      | Mi      | Do      | Fr      | Sa      | So      |
| ------- | ------- | ------- | ------- | ------- | ------- | ------- | ------- |
| 39      |         |         |         |         | 1       | 2       | 3       |
| 40      | 4       | 5       | 6       | 7       | 8       | 9       | 10      |
| 41      | 11      | 12      | 13      | 14      | 15      | 16      | 17      |
| 42      | 18      | 19      | 20      | 21      | 22      | 23      | 24      |
| 43      | 25      | 26      | 27      | 28      | 29      | 30      | 31      |

| November | November | November | November | November | November | November | November |
| Kw       | Mo       | Di       | Mi       | Do       | Fr       | Sa       | So       |
| -------- | -------- | -------- | -------- | -------- | -------- | -------- | -------- |
| 44       | 1        | 2        | 3        | 4        | 5        | 6        | 7        |
| 45       | 8        | 9        | 10       | 11       | 12       | 13       | 14       |
| 46       | 15       | 16       | 17       | 18       | 19       | 20       | 21       |
| 47       | 22       | 23       | 24       | 25       | 26       | 27       | 28       |
| 48       | 29       | 30       |          |          |          |          |          |

| Dezember | Dezember | Dezember | Dezember | Dezember | Dezember | Dezember | Dezember |
| Kw       | Mo       | Di       | Mi       | Do       | Fr       | Sa       | So       |
| -------- | -------- | -------- | -------- | -------- | -------- | -------- | -------- |
| 48       |          |          | 1        | 2        | 3        | 4        | 5        |
| 49       | 6        | 7        | 8        | 9        | 10       | 11       | 12       |
| 50       | 13       | 14       | 15       | 16       | 17       | 18       | 19       |
| 51       | 20       | 21       | 22       | 23       | 24       | 25       | 26       |
| 52       | 27       | 28       | 29       | 30       | 31       |          |          |

| Januar | Januar | Januar | Januar | Januar | Januar | Januar | Januar |
| Kw     | Mo     | Di     | Mi     | Do     | Fr     | Sa     | So     |
| ------ | ------ | ------ | ------ | ------ | ------ | ------ | ------ |
| 53     |        |        |        |        | 1      | 2      | 3      |
| 1      | 4      | 5      | 6      | 7      | 8      | 9      | 10     |
| 2      | 11     | 12     | 13     | 14     | 15     | 16     | 17     |
| 3      | 18     | 19     | 20     | 21     | 22     | 23     | 24     |
| 4      | 25     | 26     | 27     | 28     | 29     | 30     | 31     |

| Februar | Februar | Februar | Februar | Februar | Februar | Februar | Februar |
| Kw      | Mo      | Di      | Mi      | Do      | Fr      | Sa      | So      |
| ------- | ------- | ------- | ------- | ------- | ------- | ------- | ------- |
| 5       | 1       | 2       | 3       | 4       | 5       | 6       | 7       |
| 6       | 8       | 9       | 10      | 11      | 12      | 13      | 14      |
| 7       | 15      | 16      | 17      | 18      | 19      | 20      | 21      |
| 8       | 22      | 23      | 24      | 25      | 26      | 27      | 28      |

| März | März | März | März | März | März | März | März |
| Kw   | Mo   | Di   | Mi   | Do   | Fr   | Sa   | So   |
| ---- | ---- | ---- | ---- | ---- | ---- | ---- | ---- |
| 9    | 1    | 2    | 3    | 4    | 5    | 6    | 7    |
| 10   | 8    | 9    | 10   | 11   | 12   | 13   | 14   |
| 11   | 15   | 16   | 17   | 18   | 19   | 20   | 21   |
| 12   | 22   | 23   | 24   | 25   | 26   | 27   | 28   |
| 13   | 29   | 30   | 31   |      |      |      |      |

| April | April | April | April | April | April | April | April |
| Kw    | Mo    | Di    | Mi    | Do    | Fr    | Sa    | So    |
| ----- | ----- | ----- | ----- | ----- | ----- | ----- | ----- |
| 13    |       |       |       | 1     | 2     | 3     | 4     |
| 14    | 5     | 6     | 7     | 8     | 9     | 10    | 11    |
| 15    | 12    | 13    | 14    | 15    | 16    | 17    | 18    |
| 16    | 19    | 20    | 21    | 22    | 23    | 24    | 25    |
| 17    | 26    | 27    | 28    | 29    | 30    |       |       |

| Mai | Mai | Mai | Mai | Mai | Mai | Mai | Mai |
| Kw  | Mo  | Di  | Mi  | Do  | Fr  | Sa  | So  |
| --- | --- | --- | --- | --- | --- | --- | --- |
| 17  |     |     |     |     |     | 1   | 2   |
| 18  | 3   | 4   | 5   | 6   | 7   | 8   | 9   |
| 19  | 10  | 11  | 12  | 13  | 14  | 15  | 16  |
| 20  | 17  | 18  | 19  | 20  | 21  | 22  | 23  |
| 21  | 24  | 25  | 26  | 27  | 28  | 29  | 30  |
| 22  | 31  |     |     |     |     |     |     |

| Juni | Juni | Juni | Juni | Juni | Juni | Juni | Juni |
| Kw   | Mo   | Di   | Mi   | Do   | Fr   | Sa   | So   |
| ---- | ---- | ---- | ---- | ---- | ---- | ---- | ---- |
| 22   |      | 1    | 2    | 3    | 4    | 5    | 6    |
| 23   | 7    | 8    | 9    | 10   | 11   | 12   | 13   |
| 24   | 14   | 15   | 16   | 17   | 18   | 19   | 20   |
| 25   | 21   | 22   | 23   | 24   | 25   | 26   | 27   |
| 26   | 28   | 29   | 30   |      |      |      |      |

| Juli | Juli | Juli | Juli | Juli | Juli | Juli | Juli |
| Kw   | Mo   | Di   | Mi   | Do   | Fr   | Sa   | So   |
| ---- | ---- | ---- | ---- | ---- | ---- | ---- | ---- |
| 26   |      |      |      | 1    | 2    | 3    | 4    |
| 27   | 5    | 6    | 7    | 8    | 9    | 10   | 11   |
| 28   | 12   | 13   | 14   | 15   | 16   | 17   | 18   |
| 29   | 19   | 20   | 21   | 22   | 23   | 24   | 25   |
| 30   | 26   | 27   | 28   | 29   | 30   | 31   |      |

| August | August | August | August | August | August | August | August |
| Kw     | Mo     | Di     | Mi     | Do     | Fr     | Sa     | So     |
| ------ | ------ | ------ | ------ | ------ | ------ | ------ | ------ |
| 30     |        |        |        |        |        |        | 1      |
| 31     | 2      | 3      | 4      | 5      | 6      | 7      | 8      |
| 32     | 9      | 10     | 11     | 12     | 13     | 14     | 15     |
| 33     | 16     | 17     | 18     | 19     | 20     | 21     | 22     |
| 34     | 23     | 24     | 25     | 26     | 27     | 28     | 29     |
| 35     | 30     | 31     |        |        |        |        |        |

| September | September | September | September | September | September | September | September |
| Kw        | Mo        | Di        | Mi        | Do        | Fr        | Sa        | So        |
| --------- | --------- | --------- | --------- | --------- | --------- | --------- | --------- |
| 35        |           |           | 1         | 2         | 3         | 4         | 5         |
| 36        | 6         | 7         | 8         | 9         | 10        | 11        | 12        |
| 37        | 13        | 14        | 15        | 16        | 17        | 18        | 19        |
| 38        | 20        | 21        | 22        | 23        | 24        | 25        | 26        |
| 39        | 27        | 28        | 29        | 30        |           |           |           |

| Oktober | Oktober | Oktober | Oktober | Oktober | Oktober | Oktober | Oktober |
| Kw      | Mo      | Di      | Mi      | Do      | Fr      | Sa      | So      |
| ------- | ------- | ------- | ------- | ------- | ------- | ------- | ------- |
| 39      |         |         |         |         | 1       | 2       | 3       |
| 40      | 4       | 5       | 6       | 7       | 8       | 9       | 10      |
| 41      | 11      | 12      | 13      | 14      | 15      | 16      | 17      |
| 42      | 18      | 19      | 20      | 21      | 22      | 23      | 24      |
| 43      | 25      | 26      | 27      | 28      | 29      | 30      | 31      |

| November | November | November | November | November | November | November | November |
| Kw       | Mo       | Di       | Mi       | Do       | Fr       | Sa       | So       |
| -------- | -------- | -------- | -------- | -------- | -------- | -------- | -------- |
| 44       | 1        | 2        | 3        | 4        | 5        | 6        | 7        |
| 45       | 8        | 9        | 10       | 11       | 12       | 13       | 14       |
| 46       | 15       | 16       | 17       | 18       | 19       | 20       | 21       |
| 47       | 22       | 23       | 24       | 25       | 26       | 27       | 28       |
| 48       | 29       | 30       |          |          |          |          |          |

| Dezember | Dezember | Dezember | Dezember | Dezember | Dezember | Dezember | Dezember |
| Kw       | Mo       | Di       | Mi       | Do       | Fr       | Sa       | So       |
| -------- | -------- | -------- | -------- | -------- | -------- | -------- | -------- |
| 48       |          |          | 1        | 2        | 3        | 4        | 5        |
| 49       | 6        | 7        | 8        | 9        | 10       | 11       | 12       |
| 50       | 13       | 14       | 15       | 16       | 17       | 18       | 19       |
| 51       | 20       | 21       | 22       | 23       | 24       | 25       | 26       |
| 52       | 27       | 28       | 29       | 30       | 31       |          |          |

Das Jahr 1266 bringt das Ende der Stauferherrschaft in Süditalien. Der Staufer Manfred wird in der Schlacht bei Benevent vernichtend geschlagen. Sein Kontrahent Karl I. und mit ihm das von Papst Clemens IV. unterstützte Haus Anjou übernimmt die Herrschaft im Königreich Sizilien und dem Fürstentum Tarent.
Im Königreich England setzt sich König Heinrich III. endgültig gegen die rebellischen Barone durch und unterwirft sie dem Dictum of Kenilworth. Die letzten Angehörigen des aufständischen Adelsgeschlechts Montfort-l’Amaury verlassen das Land in Richtung Frankreich.
Am anderen Ende der Welt treffen die Venezianer Niccolò und Maffeo Polo nach mehr als einjähriger Reise am Hof Kublai Khans in China ein und werden dort freundlich aufgenommen.

## Ereignisse

### Politik und Weltgeschehen

#### Königreich Sizilien

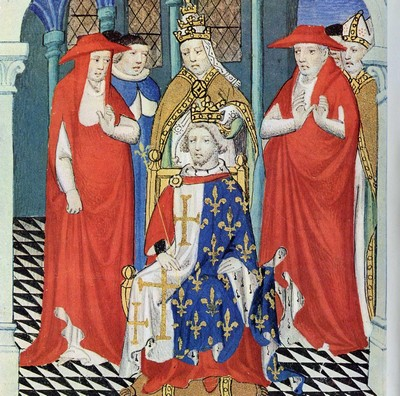
Papst Clemens IV. krönt Karl von Anjou

- 6. Januar: Karl I. von Anjou wird in Rom von fünf Kardinälen zum König von Sizilien und Fürsten von Tarent gekrönt. Die Krönung findet mit Zustimmung von Papst Clemens IV. statt, der Rom jedoch wegen der Kämpfe innerhalb des römischen Adels während seines gesamten Pontifikats nicht betritt. Karls Hauptheer überquert inzwischen die Alpen.
- 26. Februar: Karl I. von Anjou besiegt in der Schlacht bei Benevent ein deutsch-sizilianisches Heer unter Manfred von Sizilien. Mit Manfreds Tod in der Schlacht endet die Herrschaft der Staufer in Süditalien. Manfreds Witwe Helena Angelina Dukaina erhält die Todesnachricht auf der Burg von Lucera, ergreift die Flucht in Richtung ihrer Heimat Epirus, wird aber in Trani mit ihren Kindern vom dortigen Burgvogt gefangen gesetzt und am 6. März an Karl von Anjou ausgeliefert.
- 7. März: Karl I. zieht mit seinen Truppen in Neapel ein. Er errichtet hier eine zentralisierte und effiziente Verwaltung und stützt sich dabei maßgeblich auf französische Beamte, welche auf die Bevölkerung einen extremen Steuerdruck ausüben.

#### Krieg der Barone in England
- 10. Februar: Simon VI. de Montfort flüchtet mit seinem Bruder Guy aus seiner Gefangenschaft in London nach Winchelsea. Dort führt er kurzzeitig eine Gruppe von Piraten und geht anschließend ins Exil nach Frankreich.

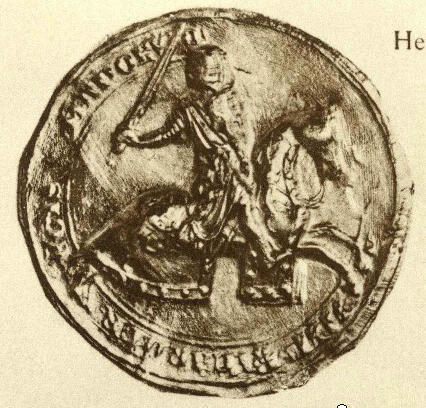
Siegel von Henry of Almain

- 15. Mai: In der Schlacht von Chesterfield besiegt Henry of Almain, ein Neffe des englischen Königs Heinrich III., eine Gruppe von verbliebenen Anhängern von Simon de Montfort, der sogenannten „Enterbten“, und beendet damit endgültig den Zweiten Krieg der Barone. Der Anführer der Enterbten, Robert de Ferrers, gerät in Gefangenschaft. Die überlebenden Enterbten, darunter Baldwin Wake, Lord of Chesterfield, schließen sich den verbliebenen Rebellen in der Isle of Ely an.

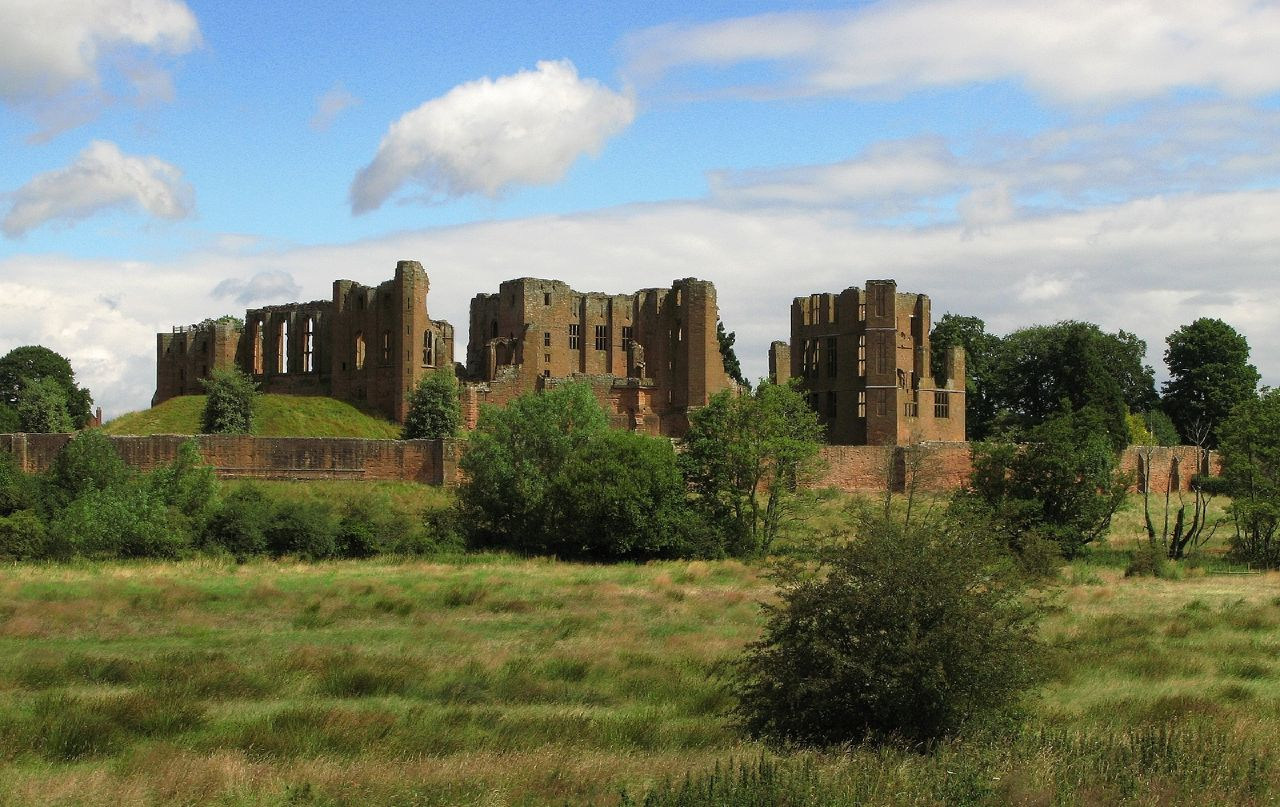
Kenilworth Castle, von Westen aus gesehen

- Juni: Die Belagerung von Kenilworth Castle durch königliche Truppen beginnt. Nachdem anfängliche Angriffe von den Verteidigern abgewehrt worden sind, befiehlt Heinrich III. die Blockade und Aushungerung der Burg.
- Sommer: Gilbert de Clare, 6. Earl of Hertford, bemüht sich gemeinsam mit Kronprinz Edward und dem päpstlichen Legaten Ottobono Fieschi um einen Ausgleich zwischen den Streitparteien.
- 30. Oktober: Heinrich III. unterbreitet den rebellierenden Baronen das Dictum of Kenilworth als Friedensangebot. Darin legt der König fest, dass er unter Beachtung der Magna Carta uneingeschränkt im Besitz seiner Macht verbleiben und sie frei ausüben könne. Die Provisions of Oxford und andere von den Rebellen unter Montfort erlassene Verfügungen werden für ungültig erklärt. Allen Rebellen, die sich innerhalb von 40 Tagen unterwerfen, wird Amnestie zugesagt, und sie können gegen einen hohen Preis ihre beschlagnahmten Güter zurückkaufen. Gleichzeitig untersagt ihnen der König die Fortsetzung des Kampfes. Trotz der harten Bestimmungen unterwerfen sich zahlreiche Rebellen angesichts der Aussichtslosigkeit ihrer Lage dem König. Andere setzen jedoch den Kampf fort, darunter ihre verbliebenen Führer, die von dem Rückerwerbungsangebot ausgeschlossen worden sind. Kenilworth Castle ergibt sich erst am 14. Dezember nach Verbrauch der letzten Vorräte.

#### Skandinavien/Schottland
- 2. Juli: Im Frieden von Perth verkauft König Magnus VI. von Norwegen nach dem verlorenen Feldzug des Jahres 1263 die westschottischen Inseln an Schottland unter Alexander III. und erhält dafür 4000 Mark Sterling und eine jährliche Abgabe von 100 Mark. Im Gegenzug erkennt Schottland die norwegische Herrschaft über die Orkneys und die Shetlandinseln an.

#### Mittel- und Osteuropa

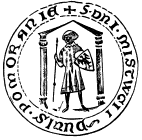
Siegel Mestwins

- 10. Januar: Nach dem Tod seines Vaters Swantopolk II. wird Mestwin II. Herzog von Pomerellen. Er muss sich der Ansprüche seines Onkels Sambor II. erwehren, während gleichzeitig sein Cousin Barnim I. von Pommern in sein Herrschaftsgebiet einmarschiert.
- nach dem 12. Juni: Nach dem Tod von Heinrich II. werden seine beiden Söhne Heinrich III. und Otto I. gemeinsam Fürsten von Anhalt-Aschersleben. Da beide noch minderjährig sind, führt ihre Mutter Mechtild von Braunschweig-Lüneburg die Regentschaft.
- 8. August: Im Konflikt über Bischofswahl im Bistum Würzburg kommt es zur Cyriakus-Schlacht zwischen dem Würzburger Domkapitel und den Grafen von Henneberg. Obwohl die Schlacht für die Grafen von Henneberg in einer Niederlage endet, ist danach der Streit um die Bischofswahl keineswegs entschieden.
- Im Herzogtum Schlesien-Breslau kommt es zu einem Adelsaufstand. Dieser bleibt zwar ohne Erfolg, am 3. Dezember stirbt jedoch Herzog Heinrich III. im Alter von 39 Jahren, möglicherweise durch Gift. Nachfolger wird sein Sohn Heinrich IV. unter der Vormundschaft seines Onkels Wladislaw von Schlesien. Dieser ist am 6. Oktober zum Erzbischof von Salzburg gewählt worden und muss von dort erst die Heimreise antreten.
- Heinrich I. folgt seinem verstorbenen Vater Johann I. als Graf von Sponheim.

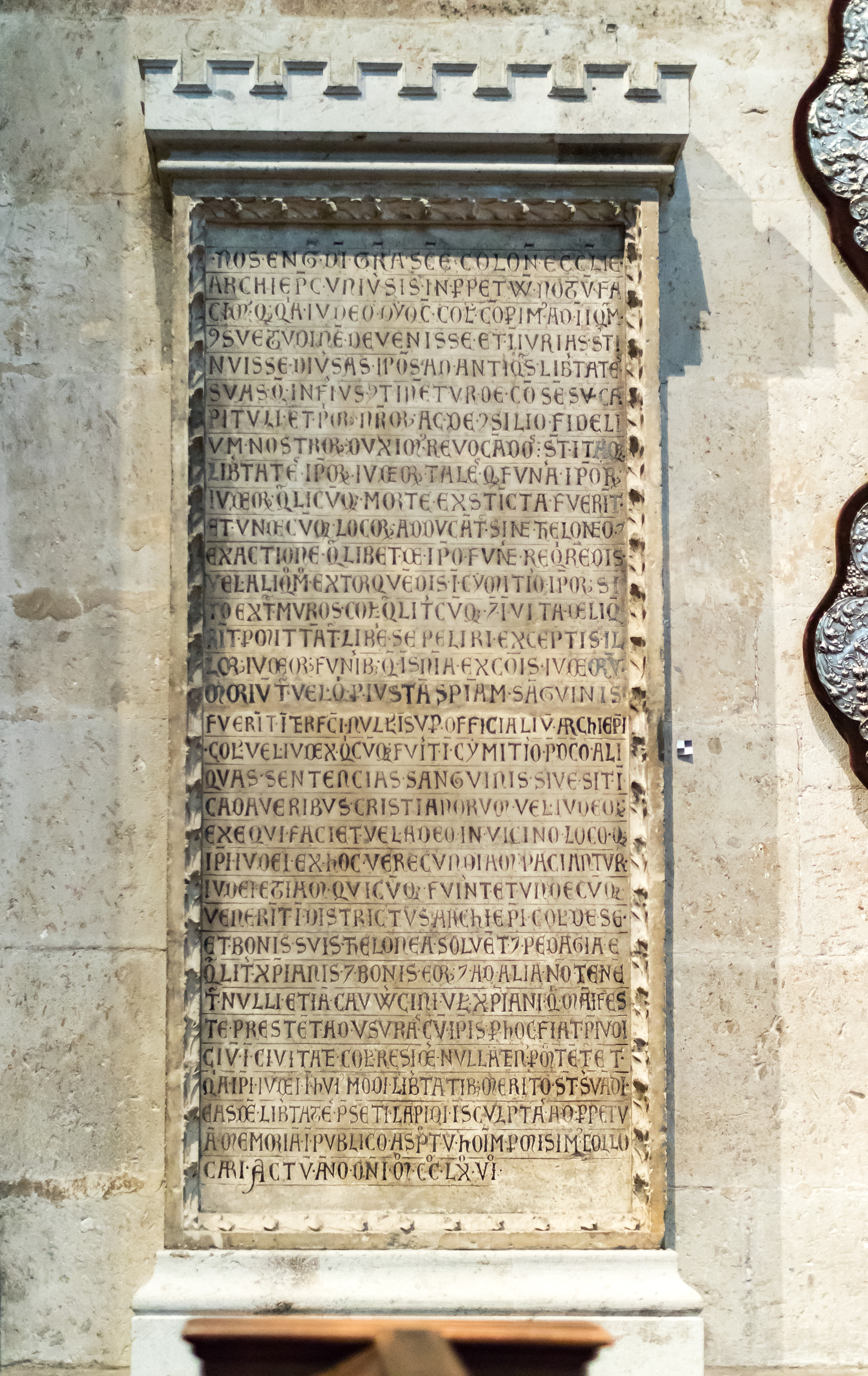
Das Judenprivileg im Kölner Dom

- Der Kölner Erzbischof Engelbert II. von Falkenburg sichert den Juden der Stadt im Kölner Judenprivileg seinen Schutz zu.

#### Kreuzfahrerstaaten

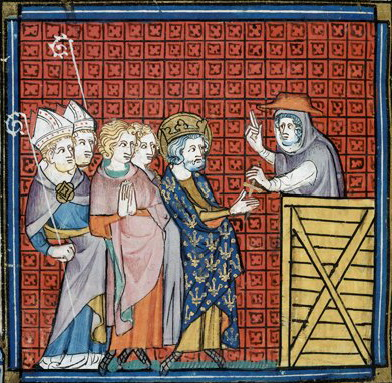
Der päpstliche Legat und Kardinal Simon de Brie predigt vor König Ludwig IX. für den siebenten Kreuzzug; Chroniques de Saint-Denis, 14. Jahrhundert.

- Die Mamluken unter Baibars I. erobern die Kreuzfahrerstadt Safed am See Genezareth vom Templerorden und machen sie zur Hauptstadt des nördlichen Galiläa. Papst Clemens IV. intensiviert daraufhin sein Werben für einen neuen Kreuzzug und erhält Ende des Jahres eine Zusage von König Ludwig IX. von Frankreich.
- Nach dem Tod von Andronikos II. wird sein Halbbruder Georg Komnenos Kaiser und Großkomnene von Trapezunt.

#### Kleinasien

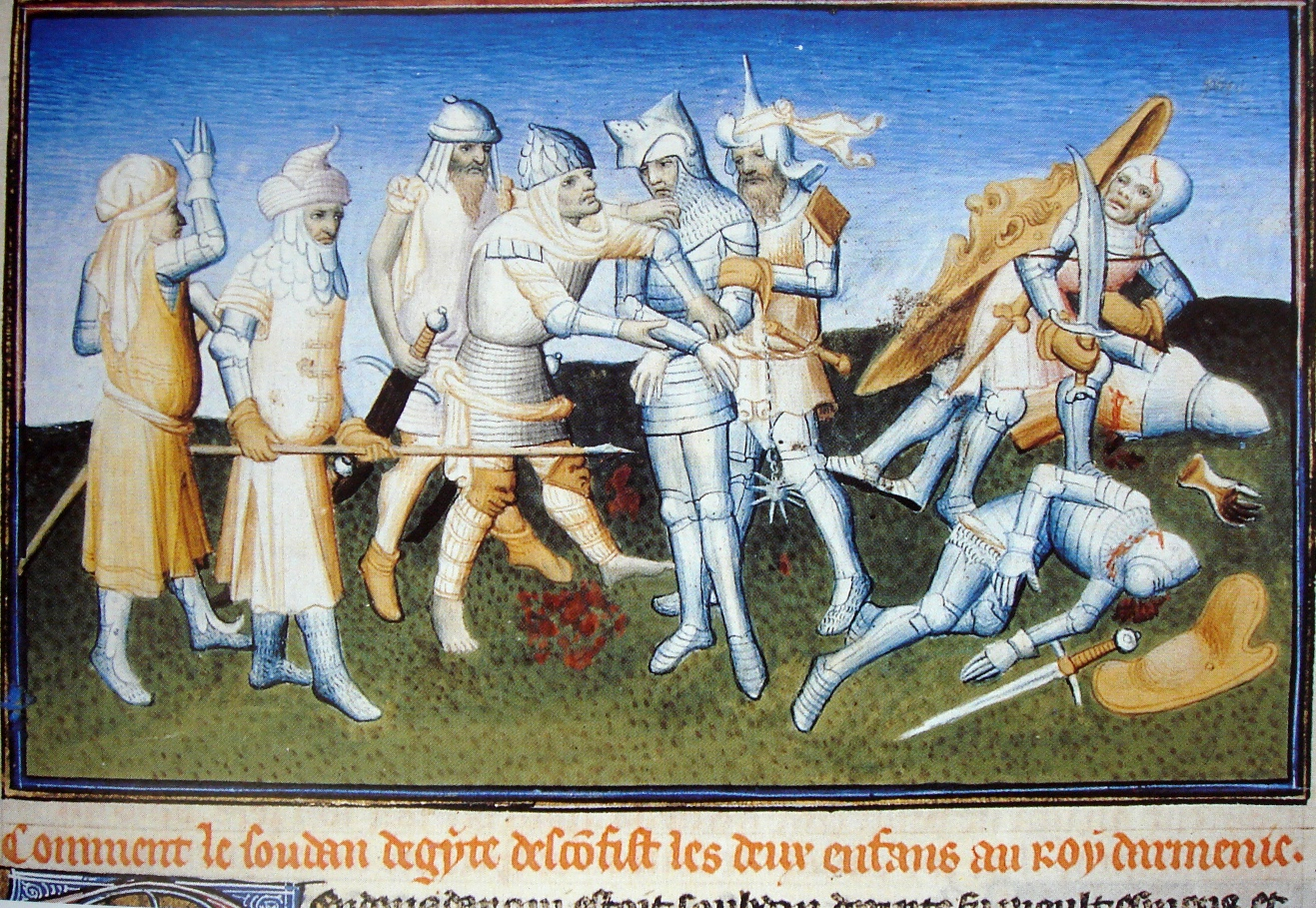
Die Mamluken besiegen die Armenier in der Schlacht von Mari; Darstellung aus dem 15. Jahrhundert

- 24. August: Mamluken unter Baibars I. besiegen das mit dem Ilchanat verbündete Königreich Kleinarmenien in der Schlacht von Mari vernichtend und plündern und verwüsten anschließend Kilikien.

#### Asien
- Der venezianische Handelsreisende Niccolò Polo und sein Bruder Maffeo treffen nach mehr als einjähriger Reise am Hof Kublai Khans in Cambaluc ein, wo sie nach eigenen Angaben vom Chan willkommen aufgenommen und empfangen werden. Mit einem Goldtäfelchen versehen, das ihnen im gesamten Reich Kublais das Recht auf Zurverfügungstellung von Proviant, Führern und Herberge einräumt, treten sie die Heimreise an. Der mongolische Großchan gibt ihnen überdies eine Botschaft an Papst Clemens IV. mit, ihm gesalbtes Öl aus der Grabeskirche in Jerusalem und etwa einhundert christliche Gelehrte zum Verbreiten des Evangeliums unter seinen Untertanen zu schicken.
- Munetaka, 6. Shōgun des Kamakura-Shōgunates in Japan, wird abgesetzt und durch seinen zweijährigen Sohn Koreyasu ersetzt. Dieser ist wie sein Vater ein Marionettenherrscher, die eigentliche Macht liegt bei den Hojo-Regenten.

#### Stadtrechte und urkundliche Ersterwähnungen
- 12. März: Der Fuldaer Fürstabt Bertho II. von Leibolz verleiht Lauterbach in einem Vertrag mit den Herren von Wartenberg die Stadtrechte.
- Heinrich II. von Anhalt-Aschersleben verleiht Aschersleben das Stadtrecht.
- Das heutige Oberösterreich erhält erstmals den Namen Österreich ob der Enns (supra Anasum).
- Die Orte Buckten, Burgistein, Flüelen, Holungen, Kappel am Rhein, Marktbreit, Winznau und Wolfwil werden erstmals urkundlich erwähnt.
- Die ungarischen Orte Kisszőlős und Somlószőlős werden erstmals in einer Urkunde erwähnt.

### Wirtschaft

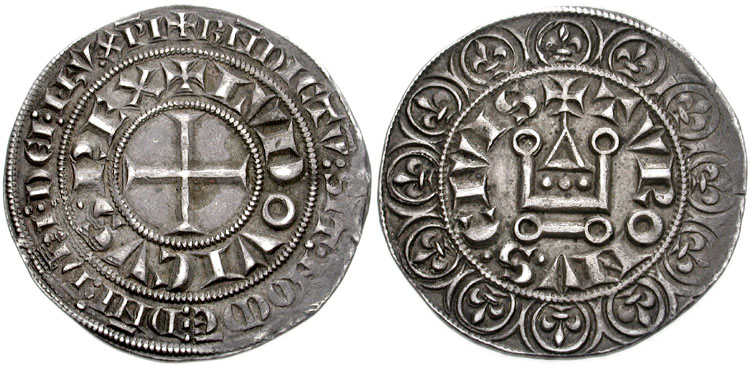
„grossus denarius Turonus“, 1266

- König Ludwig IX. von Frankreich lässt in seinem Herrschaftsbereich erstmals den grossus denarius Turonus (dicken Denar von Tours) prägen. Das Vorbild dieses Silbergroschens hat Ludwig auf seinem Kreuzzug 1250 in Akkon kennengelernt. Aufgrund der Handelsbeziehungen der Franzosen ruft der Turnose entlang des Rheins im deutschsprachigen und niederländischen Raum zahlreiche Nachahmungen hervor. Auch der Name Groschen leitet sich später von grossus denarius ab.
- Die Bolten-Brauerei in Korschenbroich erhält von der Herrschaft auf Schloss Myllendonk das Recht verliehen, auf dem Kraushof in Korschenbroich Bier zu brauen.

### Kultur und Gesellschaft
- September: Der letzte Staufer Konradin, Sohn König Konrads IV., heiratet im Alter von 14 Jahren per procurationem die achtjährige Sophia, Tochter des Markgrafen Dietrich von Landsberg.

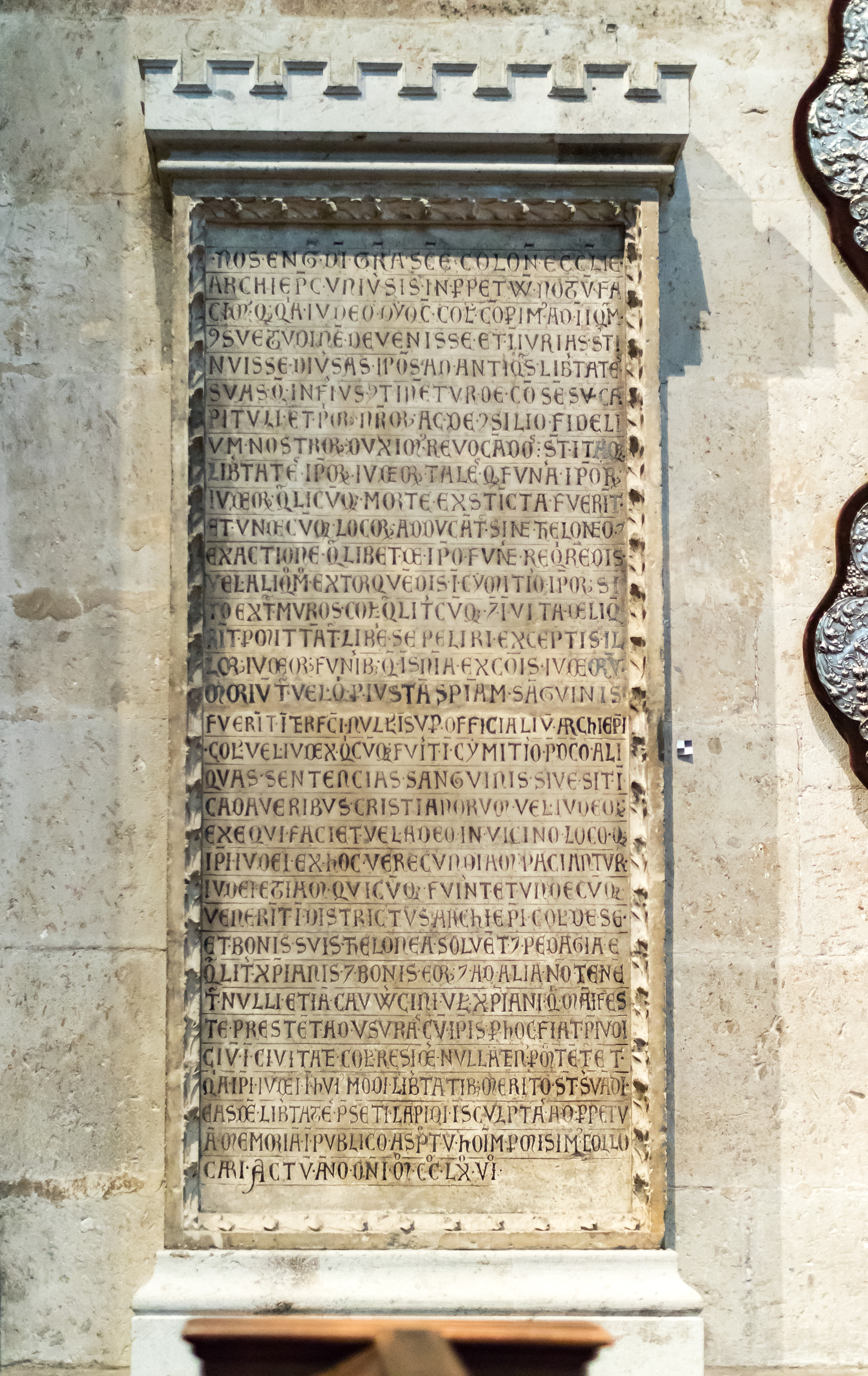
Das Judenprivileg im Kölner Dom

- Jüdische Geschichte in Köln: Erzbischof Engelbert II. lässt das Kölner Judenprivileg in Stein meißeln und im Kölner Dom aufstellen.
- Der arabische Schachgroßmeister Borzago spielt simultan in Florenz. Ohne Sicht auf das Brett gewinnt er zwei Partien, die dritte endet remis.

### Religion

#### Kirchenhierarchie
- 9. Mai: Nicholas of Ely wird zum Nachfolger des am 12. Februar verstorbenen Walter de Cantilupe als Bischof von Worcester gewählt. Bereits am 8. Juni stimmt der König der Wahl zu, obwohl Nicholas ein Anhänger der Adelsopposition ist, und am 18. Juni werden dem neuen Bischof die Temporalien der Diözese Worcester übergeben, womit er seine bisherigen geistlichen Ämter aufgibt. Am 19. September wird Ely von Erzbischof Bonifatius von Canterbury zum Bischof geweiht und am 26. September in der Kathedrale von Worcester inthronisiert. Zuvor wird er am 31. August vom König beauftragt, mit fünf weiteren Baronen und Geistlichen einen Friedensplan zu entwerfen, um den Zweiten Krieg der Barone endgültig zu beenden.
- 24. Juli: Albrecht II. von Mutzschen stirbt. Zu seinem Nachfolger als Bischof von Meißen wird Withego von Furra gewählt.
- 26. Dezember: Sieben Tage nach dem Tod seines Vorgängers Ruprecht von Querfurt wird Konrad II. von Sternberg Erzbischof von Magdeburg, doch wird seine päpstliche Bestätigung durch interne Gegnerschaft verzögert.

#### Weitere religiöse Ereignisse
- 30. August: Papst Clemens IV. stellt mit der Bulle Ea quae iudicio den 1256 aufgelösten und in den Augustinerorden integrierten den Eremitenorden der Wilhelmiten wieder her.

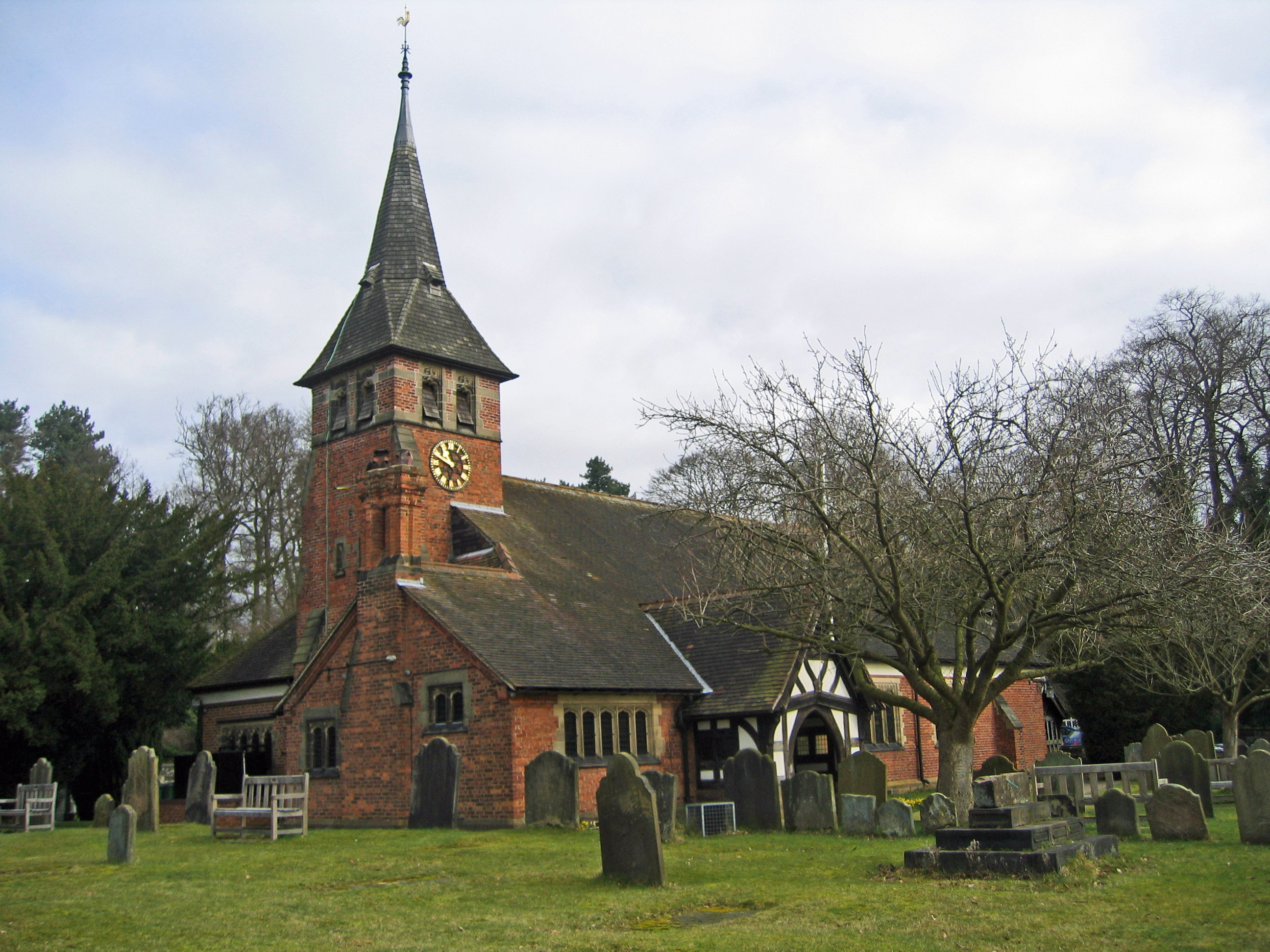
Vale Royal Abbey,
Kirche St. Mary’s Whitegate

- Der englische Kronprinz Edward stiftet in Cheshire das Zisterzienserkloster Vale Royal Abbey.
- Thomas von Aquin beginnt mit seinem Hauptwerk, der Summa theologica, das den Höhepunkt der Scholastik darstellt.

## Geboren

### Genaues Geburtsdatum unbekannt
- nach dem 14. April: Heinrich II., Fürst von Mecklenburg († 1329)
- Roger de Flor, italienischer Abenteurer und Söldner deutscher Herkunft im Dienste des Byzantinischen Reichs († 1305)
- Hermann VII., Markgraf von Baden († 1291)
- Hethum II., König des Armenischen Königreichs von Kilikien († 1307)
- John of Brittany, Earl of Richmond, bretonisch-englischer Adeliger († 1334)
- John Maltravers, englischer Ritter († 1341)
- Beatrice Portinari, Florentiner Bankierstochter und möglicherweise Dantes Beatrice († 1290)

### Geboren um 1266
- Hedwig von Kalisch, Herzogin von Kujawien in Brest und von Sieradz, Herzogin und Königin von Polen († 1339)
- Johannes Duns Scotus, schottischer Franziskaner, Philosoph und Theologe († 1308)

## Gestorben

### Erstes Halbjahr
- um den 1. Januar: Simon of Walton, englischer Geistlicher und Richter, Bischof von Norwich

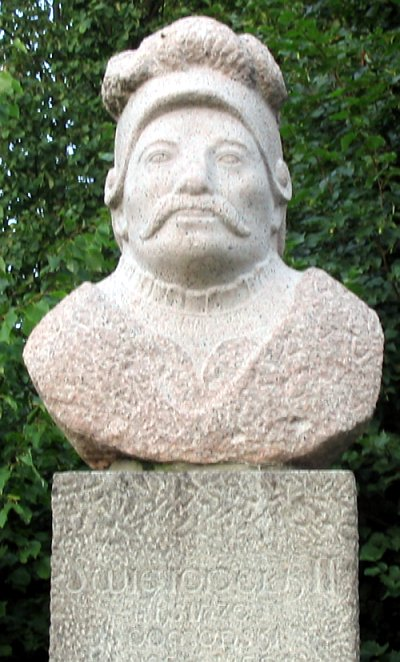
Statue Swantopolks

- 10. Januar: Swantopolk II., Herzog von Pomerellen (* um 1195)
- 12. Februar: Walter de Cantilupe, Bischof von Worcester (* um 1195)
- 12. Februar oder 18. April: Amadeus Amidei (Bartholomäus), italienischer Heiliger, Ordensgründer
- 26. Februar: Manfred, Fürst von Tarent, Verweser in Reichsitalien und Sizilien und König von Sizilien (* 1232)
- Februar/März: John Grey, englischer Adeliger
- verm. 4. März: Loretta de Briouze, englische Adelige und Einsiedlerin
- 7. März: Kuno, Bischof von Minden
- März: Margaret de Lacy, Countess of Lincoln, englische Adelige (* um 1206)
- 4. April: Johann I., Markgraf der Mark Brandenburg (* um 1213)
- 14. April: Rogero di Puglia, Erzbischof von Spalato (* 1201/1205)
- 23. April: Gilles von Saumur, Erzbischof von Damiette und Tyrus
- 27. Mai: Elisabeth von Braunschweig, römisch-deutsche Königin (* 1230)
- nach dem 12. Juni: Heinrich II., Fürst von Anhalt-Aschersleben (* 1215)

### Zweites Halbjahr
- 24. Juli: Albrecht II. von Mutzschen, Bischof von Meißen
- 4. August: Otto von Burgund, Herr von Bourbon, Graf von Nevers, Auxerre und Tonnerre (* 1231)

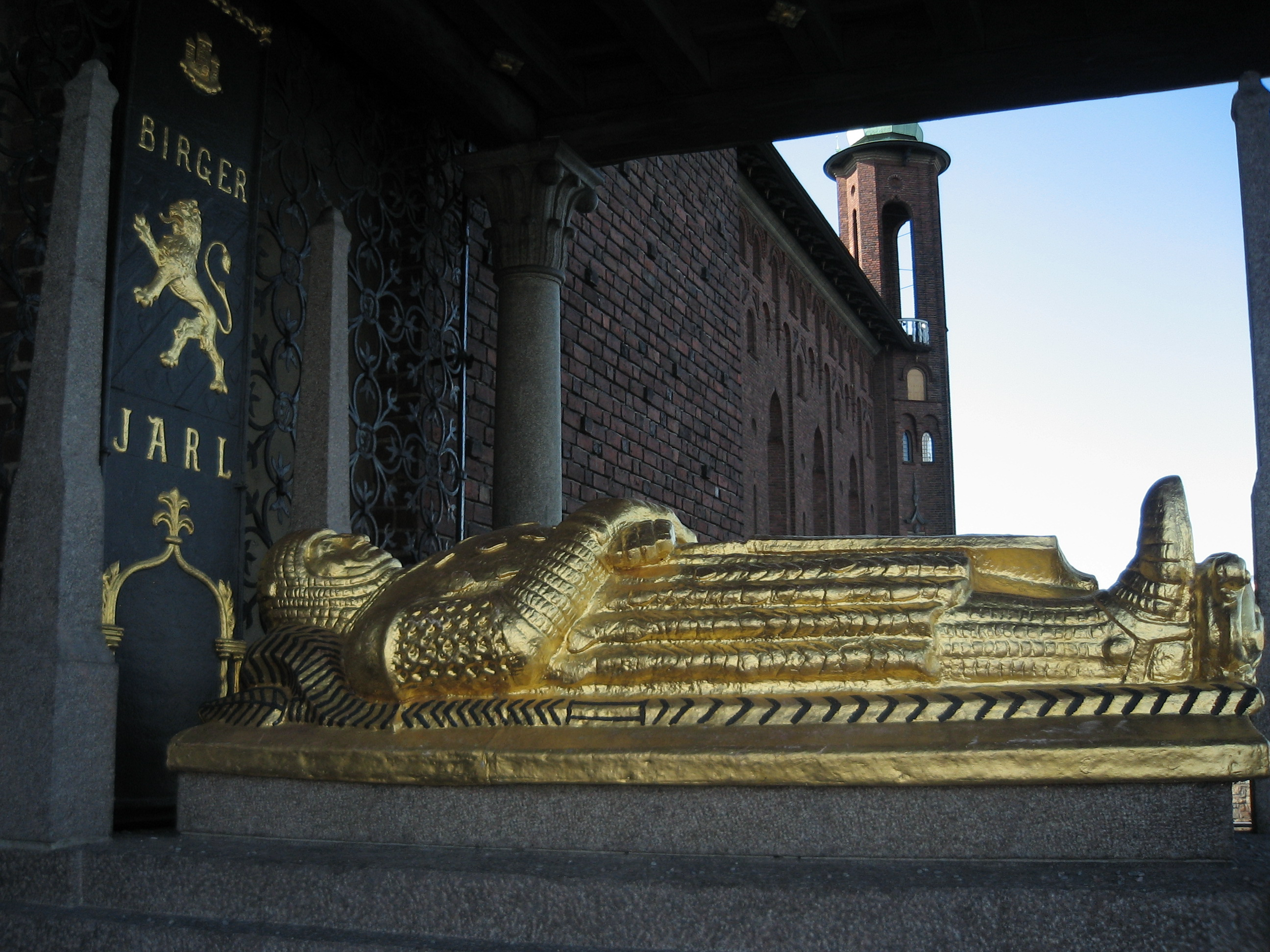
Kenotaph von Birger Jarl in Stockholm

- 21. Oktober: Birger Jarl, schwedischer Staatsmann, Jarl von Schweden und Gründer von Stockholm (* um 1210)
- 29. Oktober: Margarete von Babenberg, österreichische Prinzessin und Königin von Böhmen (* 1204 oder 1205)
- vor dem 7. November: Hugh Bigod, englischer Adeliger, Justiciar der Regierung der Barone (* um 1220)
- 3. Dezember: Heinrich III., Herzog von Schlesien-Breslau (* 1227/1230)
- 7. Dezember: Johann von Ibelin, Graf von Jaffa, Herr von Ramla und Regent des Königreichs Jerusalem (* 1215)
- 19. Dezember: Ruprecht von Querfurt, Erzbischof von Magdeburg

### Genaues Todesdatum unbekannt
- Agnes, Pfalzgräfin bei Rhein
- Andronikos II. Komnenos, Kaiser und Großkomnene von Trapezunt (* um 1240)
- Arigkbugha Khan, Bruder Kubilai Chans und mongolischer Thronanwärter
- Fujiwara no Nobuzane, japanischer Hofmaler (* 1177)
- Hugo von Chalon, Pfalzgraf von Burgund (* um 1220)
- Johann I., Graf von Sponheim und Sayn
- Schibani Khan, mongolischer Fürst der Weißen Horde in Südwestsibirien

### Gestorben um 1266
- 1266/68: Michael II. Komnenos Dukas Angelos, Archon von Epirus und Ätolien (* 1205)
- 1266/72: William of Sherwood, englischer Logiker (* um 1205)